# Chamado universal à santidade
O chamado universal à santidade é um ensinamento da Igreja Católica Romana de que todas as pessoas são chamadas para serem santas, seu ensinamento baseia-se em Mateus 5,48: "Sê, pois, perfeito, como também o teu Pai celestial é perfeito". Nas páginas iniciais da Bíblia, o chamado à santidade é expresso nas palavras do Senhor a Abraão: "Anda diante de mim e não tem culpa" Gênesis 17,1.

## História
O chamado universal à santidade sempre foi um ensinamento da Igreja e está enraizado em sua missão de levar os pecadores e elevá-los de sua natureza pecaminosa a santos pela glória e perfeição de Jesus Cristo. Pois Deus não nos escolhe por nossa virtude ou bondade, mas por Sua infinita misericórdia e desejo pela salvação de todos os homens. Um exemplo desse ensino pode ser encontrado na Introdução à vida devota de Francisco de Sales. Escrito no século XVII, descreve um método para abordar a santidade na vida cotidiana.

## Descrição
Capítulo V da Constituição Dogmática da Igreja, Lumen gentium discute o Chamado Universal à Santidade: 
 ... todos os fiéis de Cristo, de qualquer categoria ou status, são chamados à plenitude da vida cristã e à perfeição da caridade;... Eles devem seguir os Seus passos e conformar-se à Sua imagem, buscando a vontade do Pai em todas as coisas. Eles devem se dedicar com todo o seu ser à glória de Deus e ao serviço do próximo. 
 O Papa Bento XVI falou sobre o Apelo Universal à Santidade durante sua Audiência Geral, quarta-feira, 13 de abril de 2011, dizendo: 
 "... Os santos expressaram de várias maneiras a presença poderosa e transformadora do Ressuscitado. Eles deixaram Jesus dominar tão totalmente sua vida que eles poderiam dizer com São Paulo: “Não sou mais eu quem vive, mas Cristo que vive em mim” (Gálatas 2,20). Seguindo o exemplo deles, buscando sua intercessão, entrando em comunhão com eles, “nos aproxima de Cristo, de modo que nossa companhia com os santos se une a Cristo, de quem, de sua fonte e cabeça, emite toda graça e a vida do povo de O próprio Deus”(cf. Concílio Vaticano II, Constituição Dogmática sobre a Igreja, Lumen Gentium, n. 50)

 No final desta série de catequeses, portanto, gostaria de oferecer algumas reflexões sobre o que é santidade. O que significa ser santo? Quem é chamado para ser santo? Muitas vezes somos levados a pensar que a santidade é uma meta reservada a poucos eleitos. São Paulo, ao contrário, fala do grande plano de Deus e diz: "assim como ele (Deus) nos escolheu nele [Cristo] antes da fundação do mundo, para que sejamos santos e sem culpa diante dele" (Efésios 1,4) . E ele estava falando sobre todos nós. No centro do plano divino está Cristo em quem. Deus mostra seu rosto, de acordo com o favor de sua vontade. O Mistério oculto nos séculos é revelado em sua plenitude na Palavra feita carne. E Paulo então diz: "nele toda a plenitude de Deus se comprazia em habitar" (Colossenses 1,19)...

 O Concílio Vaticano II, na Constituição Dogmática da Igreja, fala com clareza do chamado universal à santidade, dizendo que ninguém é excluído: “As formas e tarefas da vida são muitas, mas a santidade é uma - a santidade que é cultivada pela todos os que agem sob o Espírito de Deus e... seguem a Cristo pobre, humilde e cruzado, para que possam merecer ser participantes de sua glória”(Lumen Gentium, n. 41)" 
O chamado universal à santidade está enraizado no batismo e no Mistério Pascal, que configura uma pessoa para Jesus Cristo que é verdadeiramente Deus e verdadeiramente homem, unindo assim uma pessoa com a Segunda Pessoa da Santíssima Trindade, trazendo-a em comunhão com os vida trinitária.
Desde 1928, São Josemaria Escrivá, fundador do Opus Dei, também pregou o chamado universal à santidade, especialmente para os leigos que vivem uma vida cotidiana e fazem um trabalho comum: "Há algo santo, algo divino, escondido nas situações mais comuns, e depende de cada um de vocês descobrir isso".
João Paulo II declara em sua carta apostólica Novo Millennio Ineunte, sua carta apostólica para o novo milênio, um "programa para todos os tempos", que a santidade não é apenas um estado, mas uma tarefa, pela qual os cristãos devem lutar por uma vida cristã plena, imitando Cristo, Deus Filho, que deu a sua vida por Deus Pai e pelo seu próximo. Isto implica uma "formação na arte de oração". Segundo o Papa, todas as iniciativas pastorais devem ser definidas em relação à santidade, pois essa deve ser a principal prioridade da Igreja. O chamado universal à santidade é explicado como mais fundamental que o discernimento vocacional a modos de vida específicos, como sacerdócio, casamento ou virgindade.
No cerne da espiritualidade de um católico está esse chamado à perfeição.